# Metello (film)
Metello è un film del 1970 diretto da Mauro Bolognini, tratto dall'omonimo romanzo di Vasco Pratolini.
Presentato in concorso al 23º Festival di Cannes, valse a Ottavia Piccolo il premio per la migliore interpretazione femminile.
Massimo Ranieri, essendo napoletano, venne doppiato con cadenza fiorentina da Rodolfo Baldini.
L'attore protagonista si ruppe il braccio destro durante le riprese e, invitato al programma Canzonissima, condotto da Johnny Dorelli dove cantò 'O sole mio, si presentò con un’ingessatura.

## Trama
Rimasto orfano, Metello è cresciuto in campagna, ma sceglie di non seguire la famiglia adottiva quando questa, perduta la concessione dei campi, decide di andare a lavorare nelle miniere in Belgio. Va invece a Firenze, città dove è nato, e trova lavoro come muratore nel cantiere di un ingegnere, un padrone "buono" che ben conosce e apprezza il valore dei suoi operai, adeguandosi tuttavia alla regola generale di sfruttamento del lavoro. Metello viene poi arrestato per essersi scontrato con la forza pubblica, inviata a proibire le bandiere ai funerali di un muratore anarchico caduto da una impalcatura, e all'uscita dal carcere ne sposa la figliola Ersilia.
Intanto, fra gli operai di Firenze l'ideale socialista ha preso piede; Metello, che ha conosciuto l'anarchismo grazie a Betto, un amico del padre che gli insegna a leggere, segue la strada della coscienza e dell'unità di classe e partecipa a un grande sciopero proclamato per ottenere migliori salari.
Durante la lotta, che si prolunga per giorni senza alcun risultato, Metello intreccia una relazione con Idina, una borghese vicina di casa, ma la stessa Ersilia interviene energicamente a stroncarla. Come gli industriali avevano previsto, tra gli operai, in sciopero da più di un mese, si fa strada lo scoraggiamento tanto che, il quarantesimo giorno, un gruppo di loro decide di ripresentarsi al lavoro; fra essi c'è Olindo, fratello adottivo di Metello, tornato dal Belgio poiché in miniera si è ammalato e, al contrario dei suoi fratelli, non è riuscito ad inserirsi nella società straniera. Per impedirglielo, Metello e altri si gettano contro i gendarmi, chiamati a difendere i crumiri; un muratore viene colpito a morte da una guardia, ma in quel momento giunge la notizia che i lavoratori hanno vinto la loro battaglia sindacale. Finito in carcere una seconda volta per quel suo gesto, Metello promette a Ersilia di non tornare più in galera per le sue lotte politiche, sapendo entrambi che non sarà così.

## Critica
Secondo Mira Liehm, uno dei sintomi della crisi del cinema italiano degli Anni Settanta è stata la mancanza di soggetti originali, ritenuti troppo rischiosi dai produttori. L'uso dell'Adattamento cinematografico di opere letterarie è molto esteso. Considerando il solo Bolognini, il regista più notevole, si ricordano, oltre a Metello, L'assoluto naturale da Goffredo Parise e Bubù da  Charles-Louis Philippe. «Metello è il miglior film di Bolognini, permeato da un caldo e personale coinvolgimento, atipico alla luce dell'approccio distaccato» del regista.
«Metello segna per il regista un riappaesamento nella Toscana, un ritorno ad ambienti perfettamente noti e un passo avanti verso una maggiore definizione del linguaggio politico dei personaggi».

## Riconoscimenti
- 1970 - Festival di Cannes
  - Migliore interpretazione femminile a Ottavia Piccolo
  - Candidatura alla Palma d'oro a Mauro Bolognini
- 1970 - David di Donatello
  - Miglior film a Mauro Bolognini e Gianni Hecht Lucari
  - David speciale a Ottavia Piccolo
  - David speciale a Massimo Ranieri
- 1971 - Nastro d'argento
  - Migliore attrice protagonista a Ottavia Piccolo
  - Migliore scenografia a Guido Josia
  - Candidatura come migliore attrice non protagonista a Lucia Bosè
  - Candidatura per la migliore colonna sonora a Ennio Morricone
  - Candidatura per la migliore fotografia a Ennio Guarnieri
  - Candidatura per i migliori costumi a Piero Tosi
- 1970 - Globo d'oro
  - Miglior attore rivelazione a Massimo Ranieri
  - Miglior attrice rivelazione a Ottavia Piccolo